# Benjamin Hannuna
Benjamin Hannuna (né en 1953) est un journaliste et un joueur français de Scrabble et de poker.

## Biographie et carrière
Benjamin Hannuna est diplômé de HEC (Promo 1977).
Il est parmi les dix joueurs ayant remporté deux fois le Championnats du monde de Scrabble francophone individuel. En 1979, il remporte le championnat de France et le championnat du monde individuel, et conserve le championnat de France en 1980 et gagne son deuxième championnat du monde en 1984, finissant devant Michel Duguet. Également doué au Scrabble classique, il remporte le Championnat de France de Scrabble classique en 1986 face à Karel Kanka dans la finale.
Passionné des jeux, Hannuna est rédacteur de la revue Jeux et Stratégie, notamment les chroniques de Scrabble et de backgammon, dans les années 1980. Il y rédige aussi des dossiers ponctuels, dont un dans le n°15 sur le poker encore qualifié de « mythique » plus de 30 ans plus tard. Il devient rédacteur en chef de la revue en 1990. On le voit dans plusieurs émissions télévisées, notamment comme arbitre dans Génies en herbe. 
Hannuna a aussi écrit quelques livres, surtout au sujet du Scrabble. Il produit régulièrement des grilles de mots croisés ou des problèmes de Scrabble, par exemple dans le magazine Marianne.
Depuis qu'il a pris sa retraite du Scrabble au milieu des années 80, il joue au poker qu'il pratique depuis l'âge de sept ans.
Il a également été président de la Fédération française de Jarnac.

## Palmarès

### Des chiffres et des lettres
- Participation à la finale du Masters Des chiffres et des lettres en 1984[1] : défaite 115 à 159 face à Étienne Chazal[3].

### Au Scrabble
- Champion du monde (1979, 1984)
- Champion du monde par paires (1985)
- Champion de France (1979, 1980)
- Champion de France classique (1986)
- Champion de France par paires (1981, 1983)

### Au poker
Entre 1995 et 2018, Benjamin atteint les places payées sur une soixantaine de tournois. 
Son meilleur résultat est une 4e place au Main Event du Marrakech Poker Open en 2009, pour un prix de 249 075 dirhams (soit 30 818 $).

## Ludographie
- Qui dit mieux ?, avec Dominique Auzias et Marc Esquerré, Schmidt

## Anecdote
Au Scrabble, la technique consistant à prolonger un mot valide de trois lettres par l'avant afin d'en former un autre est appelée un « Benjamin », d'après Hannuna qui excellait dans cet exercice. Ainsi, si l'on joue au premier coup JOURS en H4 pour 40 points, le benjamin TOUJOURS permet d'obtenir ensuite 45 points car il rejoint la case « mot compte triple » en H1.